# Médina Maroc Magazine
Pour les articles homonymes, voir Médina (homonymie).
Médina Maroc Magazine, aussi simplement appelé Médina, est un ancien périodique culturel d'expression française. Publié par les éditions casablancaises Lilas à partir de mai 1999 en tant que trimestriel distribué au Maroc, en Europe et au Canada, puis en tant que bimestriel, il a perduré jusqu'en septembre 2009.